# Debre Byrhan
Debre Byrhan – miasto w Etiopii, w stanie Amhara. Według danych szacunkowych na rok 2008 liczy 73 697 mieszkańców.